# Хеснешеній-Марі
Хеснешеній-Марі (рум. Hăsnășenii Mari) — село у Дрокійському районі Молдови. Утворює окрему комуну.

## Населення
За даними перепису населення 2004 року у селі проживали 1884 особи.
Національний склад населення села:
| Національність   | Кількість осіб | Відсоток   |
| ---------------- | -------------- | ---------- |
| молдавани румуни | 1838 14        | 97,6% 0,7% |
| українці         | 19             | 1,0%       |
| росіяни          | 12             | 0,6%       |
| гагаузи          | 1              | 0,1%       |
| Всього           | 1884           | 100%       |